# Coccidiphaga scitula
Coccidiphaga scitula là một loài bướm đêm trong họ Noctuidae.